# BBPR

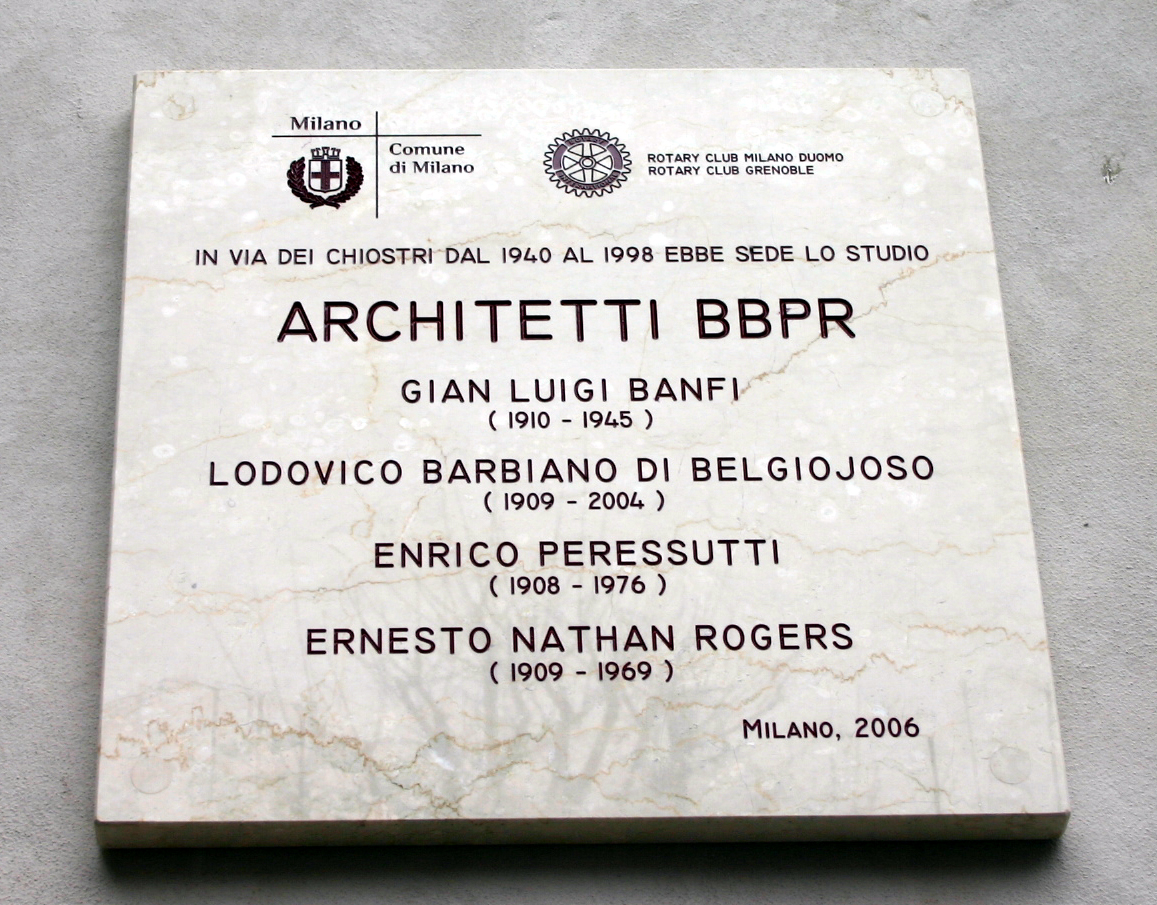
Plakette vor dem Kloster San Simpliciano, dem Bürositz von BBPR in Mailand

BBPR war eine 1932 gegründete italienische Architektengruppe. Der Name wurde aus den Initialen ihrer Gründungsmitglieder gebildet:
- Gian Luigi Banfi (2. April 1910, Mailand – 10. April 1945, KZ Gusen)
- Lodovico Barbiano di Belgiojoso (1. Dezember 1909, Mailand – 11. April 2004, Mailand)
- Enrico Peressutti (28. August 1908, Pinzano al Tagliamento – 3. Mai 1976, Mailand)
- Ernesto Nathan Rogers (16. März 1909, Triest – 7. November 1969, Gardone Riviera)

Banfi, Belgiojoso, Peressutti und Rogers waren Absolventen des Polytechnikums in Mailand und zählen zu den wichtigen Vertretern des Italienischen Rationalismus der 1930er Jahre. BBPR gilt als eines der ersten Architektenbüros, das grundsätzlich als Kollektiv auftrat und die gemeinsame kreative Leistung über die Betonung der individuellen Beiträge stellte.

## Wichtige Planungen und Bauten
Bedeutende Frühwerke der Architektengruppe sind:
- Piano regolatore di Pavia (in etwa: Flächennutzungsplan), 1932
- Piano regolatore della Valle d’Aosta, 1936–1937
- Sanatorium in Legnano, 1937–1938
- Piano turistico dell’Isola d’Elba (Tourismuskonzept), 1939
- Restaurierung und Umbau des Klosters San Simpliciano in Mailand, 1939–1940
- Postgebäude (Palazzo delle poste) in der Viale Beethoven in EUR, Rom, 1939–1941
- Wohnsiedlung in der Via Alcuino in Mailand, 1945

Die Kriegswirren des Zweiten Weltkrieges zwangen Rogers zur Flucht in die Schweiz. Banfi und di Belgiojoso wirkten im Widerstand und wurden in das Konzentrationslager Mauthausen-Gusen eingewiesen, in welchem Banfi kurz vor Kriegsende, am 10. April 1945 starb.
Rogers wurde in der Nachkriegszeit einer der wichtigsten Theoretiker und Architekturjournalisten Italiens. Bereits in den 1930er Jahren hatte er Beiträge für die Zeitschrift Quadrante publiziert, ehe er 1946–47 für die renommierte Architekturzeitschrift domus als Herausgeber und Redakteur tätig war. In der für die weitere Entwicklung Italiens wichtigen Phase der 1950er Jahre übernahm Rogers schließlich die Chefredaktion der international beachteten Architekturzeitschrift Casabella-Continuità (1953–1964). Mit zahlreichen Veröffentlichungen machte er sich vor allem für den von BBPR umgesetzten, moderaten Rationalismus stark, der die „preesistenze ambientali“, die historischen und kontextuellen Bezüge eines Ortes, zur Grundlage des zeitgenössischen Bauens erhebt.
Nach dem Krieg widmete sich im Besonderen Lodovico Barbiano di Belgiojoso in Erinnerung an die Erlebnisse im Konzentrationslager und an seinen dort verstorbenen Kameraden Banfi intensiv auch der Gestaltung von Gedächtnisorten. Herausragende Werke sind:
- Monumento in onore dei caduti milanesi nel Cimitero Monumentale di Milano  (Ehrenmal für die gefallenen Mailänder auf dem Friedhof), 1946
- Memorial Gusen, 1960–1965
- Memorial italiano, italienische Gedenkstätte (Tunnel) im ehemaligen KZ Auschwitz, 1970
- Museo monumento della deportazione di Carpi (Deportationsgedenkstätte in Carpi), 1973
- Memorial italiano Ravensbrück (Italienische Gedenkstätte im ehemaligen KZ Ravensbrück), 1982
- Monumento ai deportati di Mauthausen nel parco Nord di Milano in Sesto San Giovanni (Mahnmal an die Deportationen ins KZ Mauthausen) im Regionalpark Parco Nord Milano, 1996

Daneben gehören zu den wichtigen Projekten von BBPR in der Nachkriegszeit:

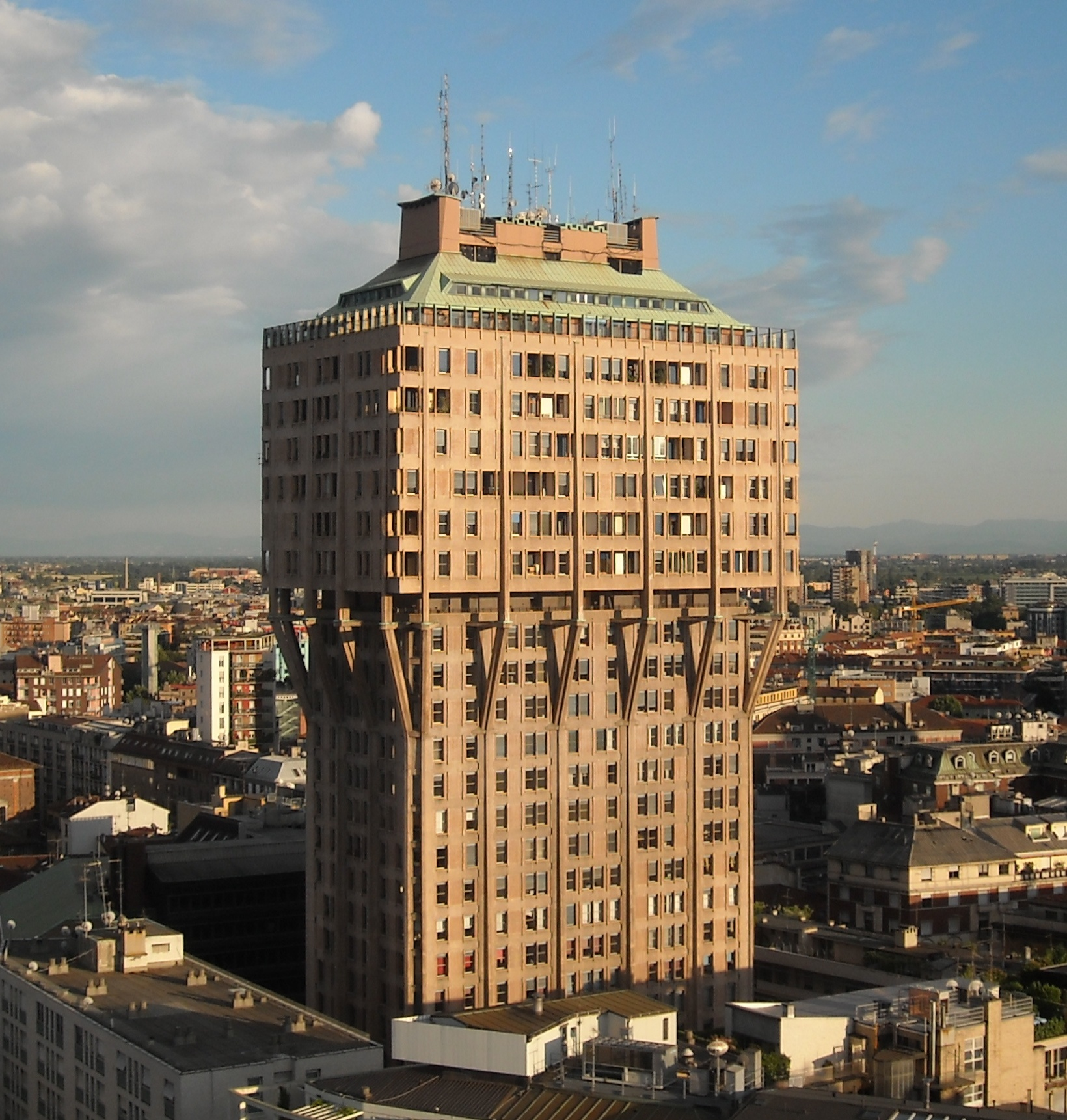
Wohn- und Bürogebäude Torre Velasca in Mailand, 1954–1958

- Wohnsiedlung Cesate in Mailand (mit Ignazio Gardella, Franco Albini und Giovanni Albricci), 1950–1954
- Restaurierung und Einrichtung des Castello Sforzesco in Mailand, 1952–1956
- Wohn- und Bürogebäude Torre Velasca in Mailand, 1954–1958
- Italienischer Pavillon auf der Expo 58 in Brüssel (mit Ignazio Gardella, Ludovico Quaroni u. a.), 1958
- Wohn- und Bürogebäude am Corso Francia in Turin, 1957–1959
- Filiale der Chase Manhattan Bank an der Piazza Meda in Mailand (1969–70)

Nach 1969 gelang es BBPR kaum noch, auch über die Landesgrenzen hinaus beachtete Projekte zu realisieren, vielmehr wurde die Bürogemeinschaft vom Tod des erst sechzigjährigen Ernesto Nathan Rogers am 7. November 1969 erschüttert.
Zu den bedeutendsten Werken der Gruppe BBPR avancierte das Wohn- und  Bürogebäude Torre Velasca im Zentrum von Mailand (1958). Dieses Hochhaus, dessen Silhouette an einen mittelalterlichen Wehrturm erinnert, wurde 1959 beim CIAM XI Kongress in Otterlo von Ernesto Nathan Rogers vorgestellt und heftig diskutiert. Die ganz im Sinne von BBPR aus dem stadträumlichen Kontext und der Geschichte des Ortes abgeleitete Architektursprache des Torre Velasca wurde insbesondere von den Verfechtern einer dogmatischen Moderne wie Reyner Banham und Jacob Bakema scharf kritisiert.
Di Belgiojoso war als hervorragender Architekt auch Mitglied der Royal Society of Arts, London, und des American Institute of Architects.